# Santa Maria in Portico, Napulj
Chiesa di Santa Maria in Portico je kasnobarokna crkva u središtu Napulja smještena na kraju njegove istoimene ulice, tik uz obalnu šetnicu Riviera di Chiaia.
Dok je izvorni arhitekt bio Nicola Longo 1632. godine; pročelje je dovršio Arcangelo Guglielmelli u glatkoj kombinaciji manirističkih i baroknih stilova, koristeći stupove i pilastre različitih veličina, volute, pa čak i obeliske s tipičnom napuljskom privlačnošću prema razlikama u boji.
Među bogatstvom umjetničkih djela interijera su freske Giovannija Battiste Benaschija i unutarnje arhitektonske skulpture Domenica Antonija Vaccara. Osim toga, tu su Navještenje Fabrizia Santafedea i Uznesenje Paola de Matteisa.

## Vanjske poveznice
|  | Zajednički poslužitelj ima još gradiva o temi Santa Maria in Portico, Napulj |

- (tal.)

Cose Di Napoli